# El paseo 5
El paseo 5: El paseo de oficina es una película colombiana protagonizada por Adriana Ricardo, Waldo Urrego, José Daniel Cristancho, Alejandra Buitrago, Gill González Hoyos y Ricardo Mejía siendo la quinta versión de El paseo.
Esta película deja a un lado el esquema de los paseos de la típica familia bogotana de clase media y se enfoca en los paseos de oficina donde se generan diversas historias de amor, pasión y odio entre los empleados de una compañía. En esta caso la sucursal de un banco. A pesar de las críticas tuvo buena aceptación que llevó a realizar un spin-off llamado La sucursal con los mismos actores estrenada en abril de 2019.

## Sinopsis
Un grupo de empleados del Banco Nacional Obrero un día cualquiera pasan a ser héroes que evitaron un atraco. Su recompensa: un paseo a Melgar con todos los gastos pagos. En el viaje se irán revelando alegrías, tristezas y sentimientos que tal vez solo aparecen con unos traguitos encima. Les enseñará a estos empleados que todas las oficinas en el mundo se parecen, no son familias, pero casi. Son grupos de gente luchando junta por sobrevivir, con todo lo bueno y lo malo que esto significa: tolerancia, perdón y olvido, amistad y, sobre todo, ser parte de algo. Y eso, eso también se llama felicidad.

## Argumento
La jornada habitual de la sucursal Zona Industrial del Banco Central Obrero se ve interrumpida cuando tres delincuentes disfrazados de monjas intentan robar el banco, pero la mala suerte de los delincuentes hacen que los empleados de la sucursal lograran someterlos y frustrar el asalto. El Banco como muestra de agradecimiento premia a los empleados con un paseo el fin de semana al centro vacacional en Melgar con todo pago.
El paseo busca convertirse en una oportunidad para algunos empleados (Jhon quien ennoviarse con Flor; Flor quiere declarársele a Álvaro; Manuela quiere declarársele a Fernando; Jorge quiere convencer a Alicia que aumente el sueldo antes de jubilarse y Álvaro quiere oficializar su relación secreta con Alicia), pero también se convierte en un martirio pues revelaría muchos secretos (Jhon no sabe bailar, Álvaro no sabe nadar, Manuela es muy plana y usa acomodadores, Flor sufre con el bello corporal y Fernando es homosexual). es así que cada uno le confiesa a otro de los empleados sus propósitos y temores.
El día anterior al paseo, Marina sufre de fiebre y no puede ir, por lo cual le pide a su hermana Carmenza que vaya al paseo y le grabe todo para que esté al tanto de lo que pasa. Por lo cual todos parte en el bus hacia Melgar, durante el viaje los empleados cantan y beben con alegría aunque otros empiezan a sufrir por las canciones de Jorge o el malestar de la comida. 
Cuando llegan a Melgar, Silvia quiere realizar una actividad pero la mayoría de los empleados rechazan la propuesta y prefieren ir a la piscina, lo que genera malestar en Silvia. Ya en la piscina, un Jhon borracho intenta sobrepasarse con Flor teniendo un altercado con Fernando y Manuela. Álvaro empieza a mirar con mucho deseo a Alicia quien se asolea al lado de la piscina pero Jhon se da cuenta y lo lleva al lugar más hondo donde empieza a ahogarse y es rescatado por Fernando. Viendo la actitud inmadura y agresiva de Jhon, Alicia ordena realizar la actividad de Silvia, pero la actividad es constantemente interrumpida por Jhon quien le dice al grupo que es un paseo y debe disfrutarse a lo que la mayoría de los empleados concuerdan con él y se van al lado de la piscina a beber y a bailar. Durante el baile y la fiesta, Jhon manosea morbosamente a Flor y ella reacciona dándole una cachetada y tratándolo mal. Silvia entra en defensa de Jhon y empieza un altercado donde cada uno pierde la confianza en sus compañeros y se revelan todas las verdades.
En la comida, cada uno de los empleados se distancia y al ver esta Situación Jhon asume la culpa de lo que había ocurrido pidiéndole disculpas a los demás compañeros. Alicia propone realizar nuevamente la actividad de Silvia pero se ve interrumpida de nuevo esta vez por Lucas (Padre de los 3 ladrones) quien con un revólver retiene al grupo y les exige que declaren a favor de sus hijos para que queden libres. Como garantía, Lucas se lleva a uno de los empleados como rehén con la amenaza de asesinarlo si no hacen lo que el dice. Silvia se ofrece como rehén y se va con Lucas. El grupo preocupado empieza a orar por la vida de Silvia, pero Fernando escucha la voz de Silvia en la piscina, El grupo se dirige a la piscina y encuentran a Silvia haciendo una actividad de purificación a Lucas quien luego pide perdón afirmando que lo había hecho por presiones de su esposa y se queda esa noche bebiendo y bailando con el grupo donde cada uno deja a un lado sus diferencias y se disfrutan la noche como amigos y algo más.
En la mañana siguiente, cada empleado se encuentra desnudo y acostado junto al compañero que menos pensaban imaginar tener así. Luego se percatan que Lucas se había robado las pertenencias del grupo y había huido. De regreso a Bogotá, Alicia les aclara a todos los empleados que lo ocurrido en el paseo no deberá ser divulgado y debe quedar en el olvido. Pero Marina ya había publicado en redes sociales todos los vídeos que le había enviado Carmenza y ya superaban las 10.000 visitas. 
Meses después del paseo, en una emotiva reunión se ve a los empleados en el banco despidiendo a Jorge quién había logrado su jubilación. 
En la última escena se ve al grupo trabajando en armonía donde cada uno superó sus diferencias mientras llegan 3 monjas al banco. Jhon recordando el asalto las golpea y neutraliza, pero esta vez si eran verdaderas monjas.

## Reparto
- Adriana Ricardo; Alicia Araújo (Gerente sucursal)
- Waldo Urrego: Don Jorge Maldonado (Asesor general)
- José Daniel Cristancho: Álvaro (Cajero)
- Gill González: Flor "La pastusita" (Asesora comercial)
- Ricardo Mejía: Jhon (Asesor comercial)
- John Álex Castillo: Fernando "Fercho" (Subgerente sucursal)
- Alma Rodríguez: Silvia (Cajera)
- Catalina Londoño: Manuela (Cajera)
- Paola Moreno: Carmenza (Hermana de Marina)
- María Irene Toro: Marina (Encargada de la cafetería)
- Diego Vélez: Lucas (Padre de los ladrones del banco y secuestrador)
- Astrid Junguito: Lucrecia (Madre de los ladrones del banco)